# مشاري بن إبراهيم بن محمد آل معمر
الأمير مشاري بن إبراهيم بن عبد الله آل معمر كان الأمير السابع عشر لإمارة العيينة وقد تولى الحكم في سنة 1163 للهجرة بعد مقتل الأمير عثمان بدعم من الشيخ محمد بن عبد الوهاب واستمر حتى سنة 1173 للهجرة حين عُزل على يد الأمير محمد بن سعود بن محمد بن مقرن (والد زوجته) والشيخ محمد.